# فرودگاه کریسمس ولی
فرودگاه کریسمس ولی (به انگلیسی: Christmas Valley Airport) یک فرودگاه همگانی است که یک باند فرود آسفالت دارد و طول باند آن ۱۵۸۵ متر است. این فرودگاه در کشور ایالات متحده آمریکا قرار دارد و در ارتفاع ۱۳۱۶ متری از سطح دریا واقع شده‌است.